# Пугаєв Костянтин Павлович
Костянтин Павлович Пугаєв (нар. 27 червня 1955) — радянський і російський тенісист і тренер. Заслужений майстер спорту СРСР .

## Біографія
Пугаєв двічі брав участь в Вімблдонському турнірі: перший раз - в 1973 році, коли він програв в першому раунді Ерні Еверту в чотирьох сетах і змагався з Грегом Перкінсом в парному розряді. У 1976 році він і його партнер Олександр Метревелі виграли у другому раунді парного розряду .
Його перший виступ в Кубку Девіса відбулося в 1976 році в Тбілісі в матчі зі збірною Монако; Пугаєв приніс команді СРСР два очки - в одиночному і в парному розряді.
У 1980 році він виступив в півфіналі турніру Гран-Прі в Софії, здобувши перемогу над Хансом Сімонссон, Хельмаром Стіглером Тенні Свенссоном .
Пугаєв також виступив в Кубку Девіса в 1981 році в Юрмалі. Збірна СРСР здобула перемогу в світовій групі, коли Пугаєв і Вадим Борисов виграли парний матч в фіналі зони Європа B проти представників Нідерландів .
У 1982 році збірна СРСР виступила проти команди Швеції в Стокгольмі, і Пугаєв знову об'єднав свої зусилля з Борисовим в парному розряді. Вони програли матч в п'яти сетах Ярріду Андерсу і Хансу Свмонссону. Радянські спортсмени були змушені грати в нижчій лізі плей-офф. Пугаєв здобув перемогу над Йоакімом Нюстрьомом  . Збірна Індії стала противником радянських тенісистів в нижчій лізі плей-офф  . Дві сторони зустрілися в Донецьку і Пугаєв виграв обидва своїх матчу, перемігши Саші Менонаі Віджай Амрітраджу.
Ще раз Пугаєв в Кубку Девіса взяв участь в 1983 році в Москві . Зіграв матч з представником Франції і програв, хоча потім здобув перемогу над Анрі Леконтом .
Завоював золоту медаль в чоловічому парному розряді на Іграх Дружби 1984 року. Його партнером був Вадим Борисов .
СРСР програв у першому раунді світової групи знову в 1985 році, на цей раз збірної Чехословаччини. Пугаєв, однак, здобув перемогу над Лібором Пімеком  .
Тренувався під керівництвом В. М. Янчука , В. М. Полтева , В. О. Клейменова , Є. В. Корбута .
Головний тренер команд Катару (1991-1992) і ОАЕ (1993-1994). Головний тренер тенісного клубу «Глоб» (Лондон; 1994-1996). Тренував Є. Манюкову і А. Ольховського. 